# Даурські їжаки
Даурський їжак (Mesechinus) — рід ссавців з родини їжакових (Erinaceidae) ряду їжакоподібні (Erinaceiformes). 
Поширені у Росії, Монголії та Китаї. Довжина тіла від 20 до 30 см, хвоста 25—37 мм. Маса тіла дорослого даурського їжака 600—1400 г.

## Класифікація
Рід налічує 3 види:
- Їжак шанхайський (Mesechinus hughi)
- Їжак даурський (Mesechinus dauuricus)
- Mesechinus miodon
- Mesechinus wangi